# Samir
Samir (in arabo: سمير) è un nome proprio di persona arabo maschile.

## Varianti
- Maschili: سمير (Sameer)[1][2]
- Femminili: سميرة (Samira[1], Sameera[1], Samirah)

## Origine e diffusione
Deriva dall'arabo سمير (samir, sameer), che significa "compagno nei discorsi alla sera"; era il più alto titolo che un sultano poteva dare a un gran visir, in qualità di suo confidente.
Può anche essere di origine hindi, da समीर (samir), che significa "vento gentile".

## Onomastico
Il nome è adespota, ovvero non è portato da alcun santo, quindi l'onomastico ricorre il 1º novembre, giorno di Ognissanti.

## Persone

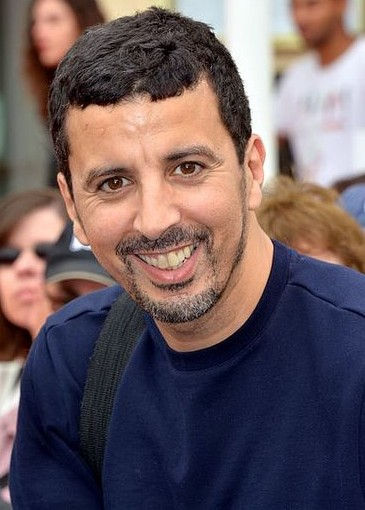
Samir Guesmi

- Samir Belamri, giocatore di beach soccer francese
- Samir Beloufa, calciatore francese naturalizzato algerino
- Samir Caetano de Souza Santos, calciatore brasiliano
- Samir Fazlagić, calciatore norvegese
- Samir Geagea, politico libanese
- Samir Guesmi, regista e attore francese
- Samir Handanovič, calciatore sloveno
- Samir Kassir, docente, giornalista e attivista libanese
- Samir Nasri, calciatore francese
- Samir Rifa'i, politico giordano
- Samir Khalil Samir, filosofo, teologo e islamista egiziano
- Samir Ujkani, calciatore kosovaro naturalizzato albanese

### Variante femminile Samira
- Samira Efendi, cantante azera
- Samira Makhmalbaf, regista iraniana
- Samira Munir, politica norvegese
- Samira Said, cantautrice marocchina

## Il nome nelle arti
- Sameer è un personaggio del film del 2004 Io & tu - Confusione d'amore, diretto da Kunal Kohli.
- Sameer è un personaggio del film del 2010 Miral, diretto da Julian Schnabel.
- Samira è un personaggio della serie animata Street Football - La compagnia dei Celestini.
- Samir Duran è un personaggio della serie StarCraft.
- Sameer Rafilini è un personaggio del film del 1999 Hum Dil De Chuke Sanam, diretto da Sanjay Leela Bhansali.
- Samira Terzi è un personaggio della serie televisiva Dr. House - Medical Division.